# Симсборо (Луизијана)
Симсборо (енгл. Simsboro) град је у америчкој савезној држави Луизијана.

## Демографија
По попису из 2010. године број становника је 841, што је 157 (23,0%) становника више него 2000. године.
| Група             | 2000.       | 2010.       |
| Белци             | 526 (76,9%) | 580 (69,0%) |
| Афроамериканци    | 147 (21,5%) | 206 (24,5%) |
| Азијати           | 0 (0,0%)    | 1 (0,1%)    |
| Хиспаноамериканци | 5 (0,7%)    | 35 (4,2%)   |
| Укупно            | 684         | 841         |